# Cango Caves
Cango Caves er drypstenshuler nær Oudtshoorn i Kapprovinsen i Sydafrika.
Hulerne er en af landets bedst kendte og mest besøgte grotter. Selv om de vidforgrenede huler, gange og grotter strækker sig over fire kilometer ind i bjerget er kun omkring en fjerdedel åben for publikum. Der er kun adgang til hulerne på guidede ture. 
Hulerne regnes som en del af turistområdet Garden Route.

## Historie
Hulerne blev opdaget i 1780 af en lokal farmer. I 1792 opdagedes endnu et kammer længere ind i bjerget, og senere hen endnu en hule. Hulen blev snart et yndet udflugtsmål.

## Navn
Hulernes navn skyldes navnet, Cango, på den farm, som ejede jorden, hvor hulerne ligger.

## Kortlægning og udforskning
De første rå kortskitser over hele hulekomplekset stammer fra 1897, hvor de første 26 kamre er indtegnet og opmålt. I 1956 sker der en mere detaljeret opmåling og kortlægning samtidig med, at der ledes efter andre udgange eller flere grotter. 
Efter endt opmåling var det fastslået, at hulerne i fugleflugtslinje gik 775 meter ind i bjerget. Samtidig blev det fastslået, at gulvet i hulerne intet sted er mere end 16 meter over eller under niveau med indgangen til grotterne. Den af hulerne, hvor der er højest til loftet, er The Devil's Kitchen med en lofthøjde på 52,6 meter.
I 1972 og 1975 blev der fundet yderligere huler, der lagde næsten 300 meter til længden, så hulerne herefter blev opmålt til at strække sig lidt over 1.000 meter ind i bjerget.
I årene 1977, 1978 og 1979 blev yderligere fundet mindre huler, der lagtde i alt 380 meter til længden, så hulerne nu strækker sig ca. 1.400 meter ind i bjerget. Ruten ind i bunden af hulekomplekset er så snørklet, at der er en ca. 4 km. lang gåtur inden man er de 1.400 meter (i lige linje) inde.

## Temperatur i hulerne
Når ikke der er folk i hulerne er disse altid mørklagte. Dette er for at begrænse algevæksten mest muligt, idet de fugtige huler har en relativt høj temperatur og derfor er et yndet voksested for alger. Den 'normale' temperatur i underjordiske huler ligger på 4 – 10 grader celsius, men i Cango Caves ligger temperaturen konstant på 18 grader.

## Turisme
Der er fine og rigelige parkeringspladser ved hulens indgang. Her findes også restaurant, souvenirbutik, toiletter etc.